# Cowiea
Cowiea é um género botânico pertencente à família Rubiaceae.

## Espécies
- Cowiea borneensis
- Cowiea philippinensis

1. ↑  «Cowiea — World Flora Online». www.worldfloraonline.org. Consultado em 19 de agosto de 2020